# Wellsburg (Nowy Jork)
Wellsburg – wieś w Stanach Zjednoczonych, w stanie Nowy Jork, w hrabstwie Chemung.